# Хелмут Цилк
Хелмут Цилк (Беч, 9. јун 1927 – Беч, 24. октобар 2008) био је аустријски новинар и политичар у Социјалдемократској партији Аустрије. Био је градоначелник Беча између 1984. и 1994. године.

## Биографија
Хелмут Цилк је рођен као син чешког новинског службеника у 10. бечком округу Фаворитен. Имао је веома добре односе са својим либералним оцем који се рано окренуо против националсоцијализма. Отац је забранио свом сину да приступи регрутима Вафен-СС, па је Хелмут био једини у свом разреду који то није урадио. На крају рата постао је члан „Слободне аустријске омладине“ придружене КПО и био је члан КПО од 10. априла 1945, до напуштања 1946. године. У антологији из 1995. Цилк описује своја сећања на детињство и младост под насловом Случајно рођен у Бечу.
Докторирао је 1951. године, 1955. положио је наставни испит из педагогије и почео је да предаје на учитељској школи у Бечу. Исте године почиње да ради на Аустријској радио телевизији (ОРФ). 1967. Цилк је постављен за директора ОРФ-а. На овој функцији Цилк је започео школску телевизију, други телевизијски програм и емитовање аустријске телевизије ван граница Аустрије. 1974. почео је да ради у бечком дневном листу Ноје кронен цајтунг на функцији омбудсмана.
Цилк је у политику ушао 1979. године. На позицији градоначелника Беча био је од 1984. до 1994. године. Био је три пута у браку, задњи брак био је са аустријском музичком звездом Дагмар Колер.

## Атентат на Цилка
У децембру 1993. Хелмут Цилк је тешко повређен када је отворио писмо бомбу коју је на његову адресу у Првом бечком округу послао Франц Фухс. Фухс је био огорчен због Цилкове благонаклоне политике према гастарбајтерима и другим досељеницима у Беч. Анимозитет Фухса према странцима у Аустрији је можда узрокован Фухсовом неуспелом љубавном везом са једном Југословенком из 1975. године, када је Фухс покушао самоубиство.

## Сарадник чехословачке тајне полиције
У октобру 1998. лист Зидојче Цајтунг оптужио је Хелмута Цилка да је сарађивао са чехословачком тајном полицијом (СтБ) током 1960-их. Он је негирао оптужбе. На основу овог текста, као и информација из архиве СтБ, Цилку је ускраћена планирана чешка медаља части. Аферу су навелико пропратили чешки и аустријски медији. Године 1998. канцеларија чешког председника је ослободила Цилка оптужби и председник Хавел му се лично извинио.
У 2009. документи СтБ о Цилку су објављени. Ови документи бележе 58 сусрета између Цилка и агената тајне полиције током 1965–68. Цилк је давао информације о политичкој ситуацији у Аустрији и оцене појединих аустријских политичара; за то је плаћен новцем и робом као што је бохемско кристално стакло. Након совјетске инвазије на Чехословачку (август 1968.) Ладислав Битман, један од чехословачких агената у контакту са Цилком, пребегао је на Запад и тада је изнео информације о Цилку. Неки чешки медији (као и стари документи СтБ) шпекулисали су да је наставак Цилкове политичке и новинарске каријере, упркос томе што је откривен, последица тога што га је нека друга агенција (претпоставља се ЦИА) регрутовала и подржавала.

## Смрт
Дана 14. фебруара 2006. Цилк је уградио пејсмејкер након појаве срчане аритмије. Био је и пацијент на дијализи. Преминуо од срчане инсуфицијенције 24. октобра 2008. у бечкој болници Вилхелминен, током лечења инфекције на нози која се развила у његовој кући за одмор у Португалији.
Његов ковчег је 8. новембра 2008. године, после седнице жалости у Градској кући Беча и јавне задушнице у Катедрали Светог Стефана, сахрањен у католичком гробу у Средишњем бечком гробљу (група 32 Ц, број 54 А).
Како је пренео Дер Шпигел, након Цилкове смрти, Вацлав Хавел се извинио што је ускратио Цилку високо државно признање: „Можда смо му понекад нанели неправду из незнања, но сада имамо више информација него раније", рекао је чешки песник и председник.